# Courtney Jones (Fußballspielerin)
Courtney Brooke Jones (* 21. Mai 1990 in Palo Alto, Kalifornien) ist eine ehemalige US-amerikanische Fußballspielerin.

## Karriere
Jones spielte während ihres Studiums an der University of North Carolina at Chapel Hill für das dortige Hochschulteam der North Carolina Tar Heels und begann ihre Profikarriere daraufhin im Jahr 2012 bei den Boston Breakers. Anfang 2013 wurde Jones beim sogenannten Supplemental-Draft zur neugegründeten National Women’s Soccer League in der ersten Runde an sechster Position vom FC Kansas City verpflichtet. Ihr Ligadebüt gab sie am 13. April 2013 gegen den Portland Thorns FC, am 13. Juni erzielte sie gegen die Chicago Red Stars ihren ersten Treffer in der NWSL.
Im Oktober 2013 wurde Jones’ Wechsel zur NWSL-Franchise der Boston Breakers bekannt, wo sie im Januar 2015 ihre aktive Karriere beendete.

### International
Jones war in den Jahren 2009 und 2010 Teil des erweiterten Aufgebots der US-amerikanischen U-20-Nationalmannschaft, kam jedoch in keinem offiziellen Länderspiel zum Einsatz.

## Privates
Courtney Jones ist die Tochter des ehemaligen American-Football-Spielers Brent Jones, der mit den San Francisco 49ers zwischen 1989 und 1995 dreimal den Super Bowl gewinnen konnte.